# Bahamai trupiál
A bahamai trupiál (Icterus northropi) a madarak osztályának verébalakúak (Passeriformes) rendjébe, azon belül a csirögefélék (Icteridae) családjába tartozó faj.
Magyar neve forrással nincs megerősítve.

## Rendszerezése
A fajt Joel Asaph Allen amerikai ornitológus írta le 1890-ben. Egyes szervezetek szerint az antillai trupiál (Icterus dominicensis) alfaja Icterus dominicensis northropi néven.

## Előfordulása
A Bahama-szigetek területén honos. Természetes élőhelyei a szubtrópusi és trópusi lombhullató erdők, valamint szántóföldek és ültetvények. Állandó, nem vonuló faj.

## Megjelenése
Testhossza 20-22 centiméter.

## Életmódja
Kevés információ van róla, valószínűleg ízeltlábúakkal, gyümölcsökkel és nektárral táplálkozik.

## Természetvédelmi helyzete
Az elterjedési területe kicsi, egyedszáma 93-180 példány közötti és csökken. A Természetvédelmi Világszövetség Vörös listáján súlyosan veszélyeztetett fajként szerepel.